# 포칼

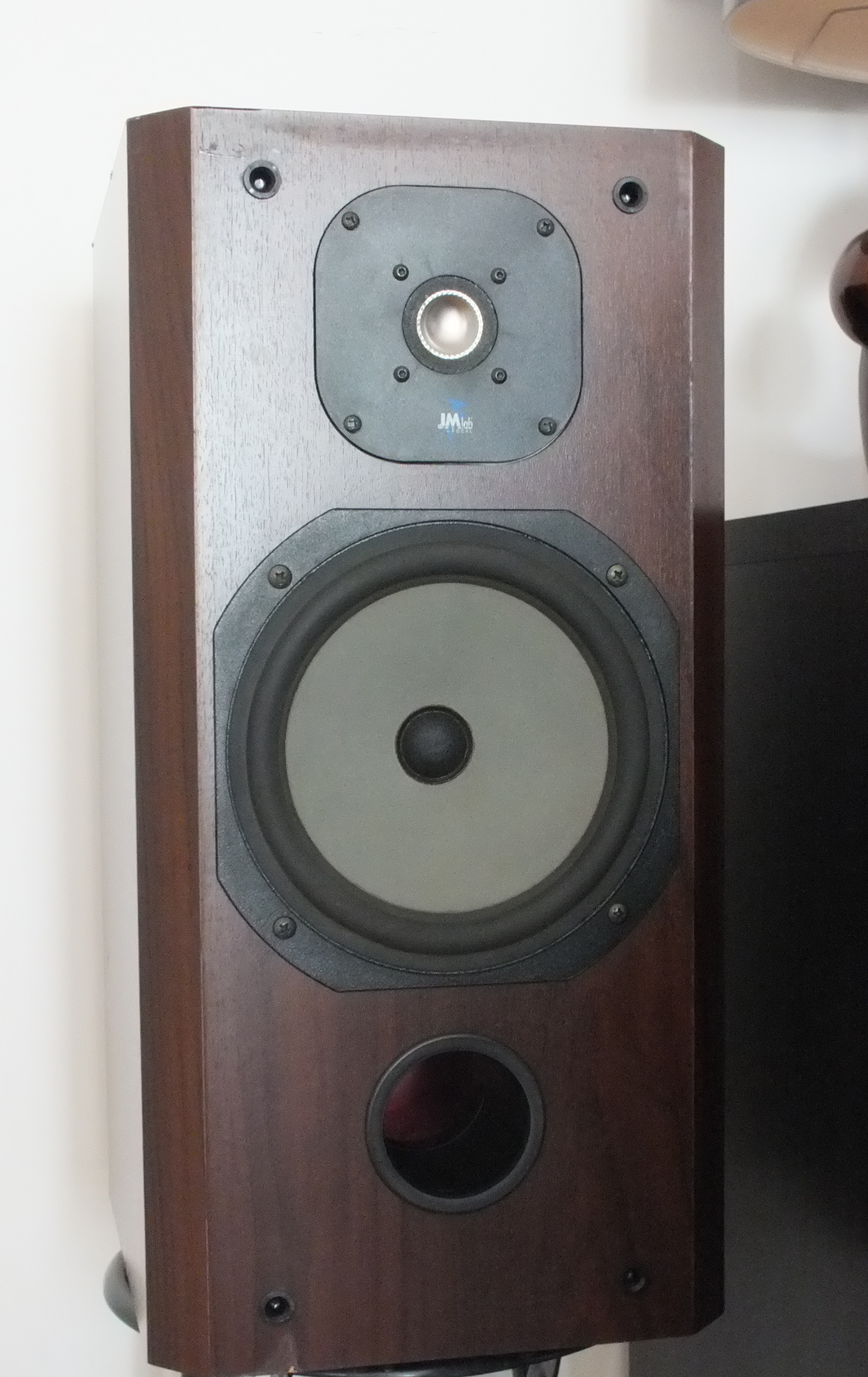
포칼 오팔 19ti

포칼 또는 포칼-JMLab(Focal-JMLab)은 1979년부터 Hi-Fi 오디오 시스템을 설계 및 판매해온 프랑스 기업이다. 생테티엔에 본사를 둔 이 회사는 가정용 스피커, 자동차용 스피커 드라이버, 헤드폰, 전문 스튜디오 모니터는 물론 야외용 스피커와 요트 전용 시스템을 제조한다.
그랑데 유토피아는 이 브랜드의 상징적인 스피커로, 이 회사의 세계적인 명성을 얻게 했다. 이 스피커는 세계 최고의 하이파이 스피커 중 하나로 평가받는다.
포칼의 산업 전략은 스피커 드라이버의 설계 및 제조부터 최종 제품의 조립까지 전체 생산 공정을 완벽하게 제어하는 데 중점을 둔다. 제품은 전적으로 프랑스에서 설계 및 개발되며, 생산의 대부분은 생테티엔(프랑스)에 있는 공장에서 이루어진다. 포칼은 2024년부터 콜베르 위원회의 회원사이다.
포칼-JMLab은 연간 1억 5,600만 유로의 매출을 올리고 있으며, 생산, R&D, 관리 부서가 한 곳에 모여 있는 생테티엔 시설에 약 300명의 직원을 고용하고 있다. 수출 비중은 70%이다.

## 역사

### 1980년대
음향 전문 연구소인 포칼-JMLab은 1979년 파리에서 엔지니어이자 Hi-Fi 애호가, 기술 저널리스트인 자크 마윌이 설립했다. 그는 아버지의 정밀 기계 회사에 속한 생테티엔의 작은 작업실에서 첫 스피커 드라이버를 만들기 시작했다. 스피커 드라이버를 생산하는 동시에 자크 마윌은 JMlab 브랜드로 자체 스피커 라인업을 출시했다. 그의 첫 스피커인 DB13은 북쉘프 스피커로, 특히 저음에서 더 큰 스피커에 필적하는 볼륨을 만들어냈다. 처음에는 지인들에게만 제품을 판매했지만, DB13은 곧 시장에 출시되었다.
1980년대에 두 브랜드는 자리를 잡았다. 포칼은 혁신에 집중하여 폴리그라스 "V" 콘과 폴리케블라 콘과 같은 전문 제품을 생산했다. 트위터에 사용되는 재료는 유리 섬유에서 케블라로 진화하여 더욱 선형적인 주파수 응답 곡선과 부드럽고 덜 자극적인 고음을 만들어냈다.
JMlab은 소형 및 중형 스피커 제조업체에서 하이엔드 모델 제조업체로 전환했다.

### 1990년대
1990년, 1977년부터 잡지 'L’Audiophile'의 편집장이자 하이엔드 Hi-Fi 애호가인 제라르 크레티앙이 합류하면서 사업은 빠르게 성장하기 시작했다. 그는 또한 포칼-JMLab의 전무 이사이자 마케팅 이사였다. 회사의 제품을 소비자의 요구에 맞게 조정함으로써 이 브랜드는 곧 프랑스 스피커 시장의 선두 주자로서의 역할을 확고히 했다. 회사의 매출은 1992년 900만 유로에서 2000년 2,600만 유로로 증가했다.
1990년대 초, 이 회사는 유럽, 동남아시아, 북미 전역으로 스피커 수출 전략을 시행했다. 다양한 수상 경력을 통해 국제 무대에서 브랜드 명성이 강화되었다. JMlab Vega 모델은 일본에서 "올해의 스피커, 1992년"으로 선정되었으며 1996년에는 그랑데 유토피아 모델이 국제 언론의 찬사를 받았다.

### 2000년대
2002년에 생산 시설을 생테티엔으로 이전했으며, 현재도 생산량의 약 4분의 3이 이곳에서 이루어진다. 목표는 모든 스피커에 "프랑스산" 스피커 드라이버를 장착하는 것이다.
2003년에 두 브랜드는 홈 제품에 대해 포칼-JMLab이라는 이름으로 통합되었고, 2005년에는 모든 제품 분야에서 단순히 포칼로 개명되었다.
또한 2003년, 이 회사는 파리에 기반을 둔 디자인 에이전시 피노 & 르 포르셰(Pineau & Le Porcher)와 협력하기 시작했다. 음질과 미학을 결합함으로써 이러한 움직임은 포칼-JMLab 제품을 그 자체로 라이프스타일 스피커로 만들었고, 회사에 브랜드 시그니처를 부여했다. 그리하여 포칼과 피노 & 르 포르셰는 긴밀히 협력하여 프로파일(Profile) 및 일렉트라(Electra)(2005), 코러스(Chorus)(2006), 유토피아(Utopia)(2008), 돔(Dome)(2009) 등 다양한 제품군을 위한 완전히 새로운 디자인을 고안했다.
2007년, 이 회사는 손에루아르(Saône-et-Loire)의 부르봉-랑시(Bourbon-Lancy)에 위치한 가이 HF 캐비닛 제조 시설을 인수했다.

### 2010년대
2011년, 포칼-JMLab은 주로 오디오 전자 제품을 설계하고 제조하는 영국 최고의 하이엔드 전자 제품 브랜드인 네임 오디오 리미티드와 합병했다. 새로운 지주 회사인 버번트 오디오 그룹(Vervent Audio Group)이 두 브랜드를 소유하고 관리한다. 그러나 두 브랜드는 각자의 고유한 철학과 제품군을 가지고 독립적으로 유지된다.
두 회사는 2013년 뮌헨 하이엔드 쇼에서 공통 스탠드를 통해 활동을 통합하기 시작했다.
2011년 포칼은 새로운 시각적 정체성을 채택했으며, 마침내 2012년 생테티엔에 전시실과 새로운 강당을 건설했다.
2014년, Focal&Naim 그룹은 경영진, Naxicap Partners (자산의 주요 주주), Aquasourca, Garibaldi Participations에 인수되었다. 자크 마윌은 계속 참여하며 포칼-JMLab의 부회장이 되었다. 같은 해, 포칼은 프랑스 기업의 전통 및 산업 기술의 우수성을 인정하기 위해 프랑스 경제 재무 산업부에서 발행하는 라벨인 "살아있는 유산 기업 (Entreprise du Patrimoine Vivant)"으로 프랑스 국가의 인정을 받았다.
2015년, 가이 HF 캐비닛 제작사는 포칼 에베니스트리 부르고뉴(Focal Ebénisterie Bourgogne)로 변경되었다.

### 2020년대
2019년, 알파 프라이빗 에퀴티(Alpha Private Equity)는 버벤트 오디오 그룹(Vervent Audio Group)의 대주주가 되었고, 이 그룹은 나중에 Vervent Audio Holding으로 이름이 변경되었다. 세드릭 부토네가 회장 겸 CEO가 되었고, 자회사인 Focal Naim America와 Focal Naim Canada가 설립되었다.
같은 해, 포칼 파워드 바이 네임(Focal Powered by Naim) 매장 네트워크가 전 세계적으로 시작되었으며, 서울(대한민국)과 리옹(프랑스)에 첫 매장이 문을 열었다. 포칼 및 네임 브랜드 전용 매장, 숍인숍, 코너에서는 고객에게 브랜드 경험을 제공한다. FPBN 네트워크는 북미, 유럽, 아시아 전역에 50개 이상의 매장을 보유하고 있다.
2024년 1월, 포칼은 프랑스의 전문성과 우수성을 홍보하는 콜베르 위원회(Comité Colbert)의 회원이 되었다.

## 기술
포칼-JMLab은 스피커 드라이버 기술 분야에서 정기적인 연구 개발 프로그램을 유지한다. 이 분야에 대한 투자를 통해 이 회사는 다양한 혁신적인 개념을 개발할 수 있었다. 현재까지 10개의 혁신 기술이 특허를 받았다.

### 역돔 트위터 (1981)
포칼은 1981년 역돔 트위터를 설계하고 개발했다. (역돔 트위터는 적어도 1960년대 후반 EPI/Epicure가 제조한 EPI 100 스피커에 역직물 돔 형태로 처음 등장했다.) 주요 장점 중 하나는 낮은 지향성과 높은 다이내믹스이다. 이 브랜드의 트위터 대부분은 여전히 이 기술을 특징으로 한다.

### K2 콘 (1986)
1986년, 이 회사는 폴리케블라(Polykevlar) 샌드위치 구조를 도입했다. 폴리-K 콘은 속이 빈 마이크로볼 구조 양쪽에 두 겹의 아라미드 섬유를 적용하여 무게, 강성, 댐핑 사이의 타협점을 개선한다.

### 폴리그라스 콘 (1988)
포칼은 1988년 폴리그라스 기술을 도입했다. 이 기술은 셀룰로스 펄프 콘(종이) 표면에 미세한 유리 마이크로볼을 증착하는 것을 포함한다. 유리와 종이의 조합은 매우 단단한 재료를 낮은 질량으로 만들어내며, 우수한 댐핑 특성을 제공한다. 폴리그라스 콘은 매우 선형적인 주파수 응답 곡선을 만들고 중음의 정의를 향상시켰다.

### "W" 샌드위치 콘 (1995)
1995년, 포칼은 구조용 폼 코어에 두 장의 유리 섬유를 적용하는 "W" 콘 시스템으로 샌드위치 개념을 개선했다. 단일 재료 콘과 달리 "W" 샌드위치 콘은 질량, 강성 및 댐핑을 최대화하여 주파수 응답 곡선을 최적화한다.

### 베릴륨 트위터 (2002)
2002년, 포칼은 제품 라인에 새로운 혁신인 베릴륨 트위터를 도입했다. 이것은 베릴륨으로 제조된 트위터로는 두 번째 사례였다. 야마하는 이전에 1974년 NS-1000에서 베릴륨 트위터와 베릴륨 미드레인지 스피커를 도입했다.

### 트위터 Al-Mg (2007)
이 트위터는 2007년 Focal JMlab에서 도입되었다. 알루미늄의 사용은 댐핑 특성을 증가시키는 반면, 마그네슘의 사용은 돔의 강성을 증가시킨다. 이를 통해 Al-Mg 트위터의 주파수 응답을 28kHz까지 확장할 수 있었다. Al-Mg 트위터는 홈 라인의 Chorus 제품군과 프로 라인의 CMS 및 Shape 제품군 등에 사용된다.

### 아마 멤브레인 콘 (2013)
"W" 샌드위치 콘을 도입한 지 18년 후, 포칼은 새로운 프랑스산 "F" 샌드위치 콘(아마에 사용됨)을 출시했다. 두 개의 얇은 유리 섬유 층에 둘러싸인 아마 섬유로 구성된 이 콘은 가볍고 단단하며 댐핑 처리된 콘 덕분에 착색 없는 자연스러운 사운드를 제공한다.

### 튜닝 질량 댐퍼 (2015)
튜닝 질량 댐퍼(Tuned Mass Damper) 기술은 공진 주파수와 반대로 진동하는 추가 질량을 활용하여 공진을 제어하고 중간 스피커 드라이버의 왜곡을 줄인다. 서스펜션은 왜곡을 방지하고 선명도를 높이도록 특별히 최적화되었다.

### 무한 혼 로딩 시스템 (2015)
베릴륨 트위터의 후면은 작은 캐비티를 통해 인클로저 외부로 연결된 혼으로 로드된다. 내부는 댐핑 재료로 채워진다. 트위터의 후면 파동은 왜곡을 줄이기 위해 점차 흡수된다.

### M자형 역돔 트위터 (2016)
2016년 리뉴얼된 K2 파워의 트위터는 독특한 M자형 프로파일을 특징으로 한다. 이 독특한 형태는 주파수 응답을 확장하고, 더 부드러운 확산을 제공하며, 더 섬세한 고음을 제공한다.

### M-프로파일 콘 (2018)
유토피아 M 스피커 드라이버(2018년 출시된 제품군)는 M-프로파일 콘을 특징으로 하며, 강성, 댐핑, 경량성을 결합하여 더욱 선형적인 주파수 응답, 감소된 고조파 왜곡, 그리고 더 나은 사운드 분산을 제공한다.

### 슬레이트파이버 콘 (2019)
코라(Chora) 제품군과 함께 개발된 슬레이트파이버 콘은 재활용 부직포 탄소 섬유와 열가소성 폴리머로 구성된 멤브레인이다. 포칼의 프랑스 공장에서 제작된 이 "슬레이트 효과" 콘은 역동적이고 풍부한 사운드를 제공한다.

### 프랙 트위터 (2022)
2022년 포칼 엔지니어들은 K2 파워 M 키트 라인업에 사용된 프랙 트위터를 개발했다. 이 콘은 알루미늄과 마그네슘으로 만들어졌으며, M자형 프로파일과 결합되었다.

## 제품
포칼-JMLab은 제품군을 홈 라인, 자동차 라인, 음악 산업 전문가를 위한 프로 라인, 2012년부터 헤드폰 라인, 그리고 공공 장소용 음향 시스템, 실외 스피커, 요트 전용 시스템을 포함하는 통합 라인 등 5가지 범주로 분류한다.
홈 스피커 부문은 두 가지 컬렉션으로 나뉜다.
- 하이파이 스피커: 이 컬렉션의 모든 스피커는 프랑스에서 설계, 개발 및 제조된다. 이들은 역돔 트위터, "W" 및 "F" 샌드위치 콘 등 포칼의 모든 기술 혁신을 결합한다. 주요 제품으로는 유토피아, 소프라, 아리아 EVO X,[37] 칸타, 코라, 베스티아,[38] 그리고 테바가 있다.[39] 2013년에는 하이파이 무선 스피커인 이지아가 출시되었다. 내장된 블루투스 기술 덕분에 여러 소스에 연결할 수 있었다. 이 컬렉션의 상징적인 스피커인 그랑데 유토피아는 1995년에 처음 소개되었으며, 포칼이 설립 이래 축적한 모든 전문 지식과 경험을 담고 있다. 2002년의 2세대 모델은 순수 베릴륨 돔 트위터를 특징으로 했으며, 그 이듬해 일본에서 "골든 사운드" 상을 받았다.[40] 2008년에 출시된 3세대 모델은 포칼 기술의 정점을 보여주었다.[41] 피노 & 르 포르셰가 설계한 그랑데 유토피아 EM은 570파운드(260kg)의 무게와 6피트(2m) 이상의 높이로 비범한 크기를 자랑했다. 캐비닛은 부르봉-랑시에 있는 캐비닛 제작 시설에서 맞춤 제작할 수 있으며, 이 시설은 캐비닛의 제조 및 마감을 담당한다. 2018년, 포칼은 그랑데 유토피아 EM 에보(Grande Utopia EM Evo)와 스텔라 유토피아 EM 에보(Stella Utopia EM Evo)를 출시했으며, 이 제품들은 브랜드의 최신 기술을 특징으로 한다.[42]
- 홈 시네마 스피커 시스템: 2008년부터 돔(Dôme) 소형 스피커(2014년부터 아마 콘으로 사용 가능)[43]가 출시되면서 포칼은 소형 스피커, "플러그 앤 플레이" 시스템, 멀티미디어, 그리고 최근에는 2013년 XS Book Wireless와 같은 무선 옵션을 도입하여 새로운 음악 소비 방식에 전문 지식을 적용했다. 2013년 포칼은 5.1 홈 시네마 팩을 출시했다. 2014년 5월, 포칼은 서브우퍼와 함께 사용하면 평면 스크린용 사운드 플레이트로 사용할 수 있는 5.1 사운드바인 디멘션(Dimension)을 출시하며 사운드바 시장에 진출했다.[44] Sib 라인은 2017년에 진화하여 돌비 애트모스 기술을 특징으로 하는 Sib Evo가 되었다.[45]
- 1980년대 후반에 자동차 오디오 부서가 탄생했으며, 첫 자동차 오디오 제품이 출시되었다. 2014년 6월, 포칼은 그랑데 유토피아 EM과 SM9 모니터 스피커의 포칼 기술을 통합한 프랑스산 수제 키트인 울티마 키트를 출시했다. 또한 프랑스에서 제작된 유토피아 M 및 K2 파워 M 키트는 사용자가 키트를 선택하여 자신만의 오디오 시스템을 구축할 수 있도록 새로운 '아 라 카르트(à la carte)' 개념을 통해 맞춤 설치를 가능하게 한다. 2020년, 포칼은 TMD 서스펜션과 TAM 트위터를 Flax Evo에 통합하여 Flax 라인을 기반으로 하는 새로운 오디오 키트 라인인 Flax Evo를 출시했다. 또한, 이 브랜드는 오토바이 및 보트용 키트 생산으로 전문성을 확장하여 포괄적이고 고성능의 Motorities 컬렉션을 제공한다.
- 포칼 프로페셔널: 2002년에 "포칼 프로페셔널"이라는 전문 부서가 설립되었다. 이 부서는 녹음실 전용 스튜디오 모니터를 제공했다. 제품군은 SM9, SM6, CMS, Shape 및 2018년에 추가된 사운드 전문가를 위해 제작된 Alpha의 5개 라인으로 구성된다. 이 제품군은 현재 회사 매출의 11%를 차지한다. 2024년에는 4가지 시리즈의 모니터(ST6, SM6, Shape, Alpha Evo), 서브우퍼 라인, Listen Professional 및 Clear Mg Professional 헤드폰이 라인업에 포함되었다.
- 통합 라인: 2007년부터 포칼은 공공 및 개인 공간에 사운드를 추가하기 위해 "보이지 않는" 음향 시스템, 벽면 설치형(In-Wall) 및 천장 설치형(In-Ceiling)을 제공했다. 2018년, 포칼은 집안의 모든 방에 맞춰 설계된 100 시리즈 및 300 시리즈 제품군을 출시했다.[46] 다음 해에 그들은 Littora 제품을 통해 해안 또는 습한 지역의 사운드를 위한 야외 스피커와 장비를 포함하여 통합 컬렉션을 확장했다. 또한 상점, 레스토랑, 호텔과 같은 대규모 공공 장소를 위한 100-T 시리즈를 출시했다. 2021년, 포칼은 유토피아의 우수성을 특징으로 하고 지향성 스피커를 포함하는 1000 시리즈 제품군을 공개하여 포칼 통합 스피커의 벤치마크 라인으로 자리매김했다.
- 헤드폰: 2012년, 포칼은 첫 휴대용 헤드폰인 Spirit One을 상용화하고 이어 Spirit One S를 출시했다.[47] 2013년에는 가정용 헤드폰인 Spirit Classic과 Spirit Professional로 제품군을 완성했다. 2015년 포칼은 Sphear라는 이름의 첫 인이어 헤드폰을 출시했다.[48] 2016년, 포칼은 프랑스 워크숍에서 제작된 두 가지 하이엔드 헤드폰인 Elear와 Utopia를 출시했으며[49] 이어서 Focal Clear 헤드폰을 출시했다.[50] 2017년은 유선 및 무선 헤드폰 라인인 Listen, Listen Wireless, Spark, Spark Wireless, Sphear S의 출시를 알렸다. 포칼은 Elegia[51]에 이어 2018년 Stellia를 출시하며 프랑스에서 제작된 첫 번째 하이엔드 밀폐형 헤드폰을 선보였고, 헤드폰용 DAC 및 앰프인 Arche를 출시했다.[52] 2022년, 포칼은 Bathys라는 이름의 첫 액티브 노이즈 캔슬링 무선 헤드폰을 출시하여 포칼의 Hi-Fi 사운드를 휴대용 헤드폰에 담았다.[53]

## 파트너십

### 자동차 파트너십
2016년과 2017년에 포칼은 몇몇 프랑스 자동차 제조업체와 협력하여 양산 차량에 오디오 시스템을 장착했다. 첫 차량은 푸조 3008 SUV, 5008 SUV, 508 및 2008 SUV였으며, 이어서 DS 오토모빌의 DS7 크로스백과 DS3 크로스백이 출시되었다.
포칼은 또한 알핀 브랜드의 부활에도 A110과 함께 참여했다.
포칼은 E-Tense X E-Tense 및 E-Legend와 같은 여러 컨셉트 카 개발에도 참여했다.
포칼은 또한 오펠 및 리막과 협력하여 차량에 오디오를 제공했다.

### 투르네어
포칼은 프랑스에서 제작된 첫 하이엔드 헤드폰을 출시하며, 투르네어 보석상과 협력하여 소장 가치가 있는 제품을 만들었다. 유토피아 헤드폰은 투르네어 보석상의 상징인 삼부작(Trilogy) 마크로 맞춤 제작되었으며, 18K 금으로 만들어지고 다이아몬드가 세팅되어 있다. 단 8개만 한정 판매되었다.

### 유비소프트
2017년 9월, 포칼은 프랑스 비디오 게임 출판사 유비소프트와 파트너십을 맺었다. 어쌔신 크리드 오리진 게임 출시를 위해 포칼은 두 가지 한정판 헤드폰인 Listen Wireless와 Utopia by Tournaire를 출시했다.

### 오랑주 고대 극장
2023년, 포칼은 오랑주 고대 극장(Théâtre Antique d'Orange)과 Odyssée Sonore 쇼를 위해 파트너십을 맺었다. Bathys 무선 노이즈 캔슬링 헤드폰은 이 사운드 및 조명 쇼 동안 대중에게 제공된다.

### 아티스틱 팰리스
파리의 아티스틱 팰리스(Artistic Palace) 단지는 음악 및 시청각 창작에 전념한다. 이들은 11개의 녹음실에 전문 모니터와 헤드폰을 갖추기 위해 포칼을 선택했다.

## 수치
포칼-JMLab의 2016년 매출은 5,300만 유로였으며, 이 중 80%는 수출에서 발생했다.
2012년 대륙별 매출 분포:
- 유럽: 57%
- 아메리카: 20%
- 중동 및 아프리카: 2.5%
- 아시아/오세아니아: 20.5%

포칼 브랜드는 전 세계 160개국 이상에서 유통되고 있다.
포칼-JMLab은 생테티엔에 있는 187,292 평방피트(17,400 m2) 규모의 시설에 300명 이상의 직원을 고용하고 있다. 이 시설에는 생산, R&D, 관리 부서가 있다.
버번트 오디오 그룹은 2019년에 1억 1천만 유로의 매출을 기록했으며, 430명의 직원을 고용하고 있다.
2022년 버번트 오디오 그룹은 1억 5,600만 유로의 매출을 올렸으며, 포칼 파워드 바이 네임 네트워크는 전 세계적으로 40개 이상의 매장을 보유했다.
2023년 포칼은 9,000만 유로 이상의 매출을 달성했다.

## 같이 보기
- 스튜디오 모니터 제조업체 목록